# Seychelle-szigeteki labdarúgó-bajnokság (első osztály)
A Seychelles First Division a Seychelle-szigeteki labdarúgó bajnokságok legfelsőbb osztályának elnevezése. 1979-ben alapították és 10 csapat részvételével zajlik. A bajnok a bajnokok Ligájában indulhat.

## A 2012-es bajnokság résztvevői
- Anse Réunion FC (Anse Réunion)
- Côte d'Or FC (Praslin)
- La Passe FC (La Passe)
- Light Stars FC (Grande Anse)
- Northern Dynamo (Glacis)
- Quincy FC
- St Francis FC (Baie Lazare)
- St Louis Suns United (Victoria)
- St Michel United FC (Anse-aux-Pins)
- St Roch United FC (Bel Ombre)

## Az eddigi bajnokok
| - 1979 : Saint-Louis FC - 1980 : Saint-Louis FC - 1981 : Saint-Louis FC - 1982 : Mont Fleuri FC - 1983 : Saint-Louis FC - 1984 : Mont Fleuri FC - 1985 : Saint-Louis FC - 1986 : Saint-Louis FC - 1987 : Saint-Louis FC - 1988 : Saint-Louis FC - 1989 : Saint-Louis FC - 1990 : Saint-Louis FC | - 1991 : Saint-Louis FC - 1992 : Saint-Louis FC - 1993 : nem volt bajnokság - 1994 : Saint-Louis FC - 1995 : Sunshine SC - 1996 : St Michel United FC - 1997 : St Michel United FC - 1998 : Red Star FC - 1999 : St Michel United FC - 2000 : St Michel United FC - 2001 : Red Star FC - 2002 : La Passe FC és St Michel United FC (megosztott bajnoki cím) | - 2003 : St Michel United FC - 2004 : La Passe FC - 2005 : La Passe FC - 2006 : Anse Réunion FC - 2007 : St Michel United FC - 2008 : St Michel United FC - 2009 : La Passe FC - 2010 : St Michel United FC - 2011 : St Michel United FC |

## Bajnoki címek eloszlása
| Klub                | Város         | Bajnoki címek | Utolsó |
| ------------------- | ------------- | ------------- | ------ |
| Saint-Louis FC      | Victoria      | 13            | 1994   |
| St Michel United FC | Anse-aux-Pins | 10            | 2011   |
| La Passe FC         | La Passe      | 4             | 2009   |
| Mont Fleuri FC      | Victoria      | 2             | 1984   |
| Red Star FC         | Anse-aux-Pins | 2             | 2001   |
| Anse Réunion FC     | Anse Réunion  | 1             | 2006   |
| Sunshine SC         | Victoria      | 1             | 1995   |

## Külső hivatkozások
- Információk az RSSSF honlapján